# Каан фон Альбест, Индржих
И́ндржих Ка́ан фон А́льбест (нем. Jindřich Kaan von Albest, чеш. Jindřich Kàan z Albestů; 29 мая 1852, Тернополь — 7 марта 1926, Роудна, ныне Южночешский край) — чешский композитор и музыкальный педагог.

## Биография
Сын музыканта-любителя, автора салонных фортепианных пьес. Учился в Праге в музыкальной школе, основанной Йозефом Прокшем, у пианиста Вилема Блодека, затем в 1873—1874 годах в Пражской школе органистов у Франтишека Скугерского.
С 1876 года работал учителем музыки у князей Фюрстенберг в их чешском имении Ланы. В 1884 году сопровождал Антонина Дворжака в его гастрольной поездке в Лондон. С 1889 года профессор Пражской консерватории, в 1907—1918 годах её руководитель; среди учеников Каана, в частности, Эрвин Шульгоф.
Автор опер «Беглец» (нем. Der Flüchtling) и «Жерминаль» (фр. Gérminal), сказочных балетов «Баяя» (чеш. Bajaja; 1897) и «Олим» (чеш. Olim; 1904), симфонической поэмы «Сакунтала», фортепианного концерта, камерной и вокальной музыки, а также многочисленных фортепианных обработок произведений чешских композиторов, которые способствовали популяризации чешской музыки, особенно сочинений Бедржиха Сметаны. В 1913 году опубликовал учебник фортепианной игры (чеш. Postup při vyučování hře klavírní), в 1921 году — книгу воспоминаний.
Похоронен на кладбище Малвазинки в Праге.